# Barnafejű bozóttimália
A barnafejű bozóttimália (Cyanoderma ruficeps) a madarak osztályának verébalakúak (Passeriformes) rendjébe és a timáliafélék (Timaliidae) családjába tartozó faj.

## Rendszerezése
A fajt Edward Blyth angol zoológus írta le 1847-ben, a Stachyris nembe Stachyris ruficeps néven. Besorolása vitatott, egyes szervezetek a Stachyridopsis nembe sorolják Stachyridopsis ruficeps néven.

## Alfajai
- Cyanoderma ruficeps bhamoensis Harington, 1908
- Cyanoderma ruficeps davidi Oustalet, 1899
- Cyanoderma ruficeps goodsoni Rothschild, 1903
- Cyanoderma ruficeps pagana Riley, 1940
- Cyanoderma ruficeps praecognita (Swinhoe, 1866)
- Cyanoderma ruficeps ruficeps (Blyth, 1847)

## Előfordulása
Dél- és Délkelet-Ázsiában, Bhután, Hongkong, India, Kína, Laosz, Mianmar, Nepál, Tajvan és Vietnám területén honos. 
Természetes élőhelyei a mérsékelt övi erdők, szubtrópusi vagy trópusi síkvidéki és hegyi  esőerdők. Állandó, nem vonuló faj.

## Megjelenése
Testhossza 12 centiméter, testtömege 7-12 gramm.
|  |

## Természetvédelmi helyzete
Az elterjedési területe rendkívül nagy, egyedszáma ugyan csökken, de még nem éri el a kritikus szintet. A Természetvédelmi Világszövetség Vörös listáján nem fenyegetett fajként szerepel.